# Dolok Sanggul (Dolok)
Dolok Sanggul is een bestuurslaag in het regentschap Padang Lawas Utara van de provincie Noord-Sumatra, Indonesië. Dolok Sanggul telt 41 inwoners (volkstelling 2010).